# Josina Vermeulen
Josina Vermeulen (ur. 20 kwietnia 1983 w Tiel) – holenderska wioślarka.

## Osiągnięcia
- Mistrzostwa Europy – Poznań 2007 – ósemka – 6. miejsce[1].